# Lisimonji
Lisimonji ist ein Verwaltungsbezirk (Ward) des Distrikts Namtumbo in der tansanischen Region Ruvuma.

## Geografie
Lisimonji liegt im Südwesten von Tansania etwa 50 Kilometer Luftlinie südöstlich der Regionshauptstadt Songea. Der Bezirk grenzt im Nordwesten an Limamu, im Nordosten an Ligera, im Südosten an Lusewa und im Westen an Ndongosi. Bei der Volkszählung 2022 lebten 9181 Menschen in 2153 Haushalten auf einer Fläche von 670 Quadratkilometern.

## Gliederung
Der Bezirk besteht aus drei Gemeinden (Mtaa) mit zwölf Orten (Kitongoji):
| Matepwende Ligera - Matepwende - Msikitini - Sokoni A - Sokoni B | Namali - Namali - Majengo - Lisimonji | Ulamboni - Kilangalanga - Mtwarapachani - Nyasa - Mlangali - Misufini |

## Wirtschaft und Infrastruktur
- Landwirtschaft: Ein wichtiges Anbauprodukt ist Sesam, das von den Bauern über Genossenschaften versteigert wird.[8]
- Bildung: Die Lisimonji Secondary School ist eine staatliche Tagesschule, die Jugendliche bis zur 4. Stufe ausbildet.[9]
- Gesundheit: In den Gemeinden Matepwende Ligera[10] und Ulamboni[11] befinden sich staatliche Apotheken.